# الغواصة الألمانية يو-1062
غواصة يو-1062 غواصة يو بوت ألمانية من الفئة السابعة أف بنيت لسلاح بحرية ألمانيا النازية كريغسمارينه، في أحواض فريدرش كروب في كيل خلال الحرب العالمية الثانية. خدمت لفترة قصيرة كغواصة مضادة للطائرات. أبحرت يو-1062 في 3 يناير 1944 مع شحنة من طوربيدات ووصلت بينانغ في 19 أبريل.